# Companhia Ambiental de Saneamento do Distrito Federal
A Companhia de Saneamento Ambiental do Distrito Federal (Caesb) é a companhia de saneamento brasileira do Distrito Federal. Atua em todas as regiões administrativas do Distrito Federal e em alguns municípios do Entorno. Sua organização segue os conceitos de uma empresa estatal na categoria de Sociedade de Economia Mista. Possui o monopólio sob a utilização e comercialização dos recursos hídricos da região do Distrito Federal regido por contrato de exclusividade até 21 de maio de 2032.

## História[5]
As atividades de saneamento básico do Distrito Federal iniciaram-se com a construção da capital, quando foi criada a Divisão de Água e Esgotos, subordinada à Novacap. O primeiro sistema, o Catetinho, foi criado no mesmo período da instituição da divisão para abastecer os canteiros de obras e núcleos onde moravam os trabalhadores que construíam a nova capital.
À medida que prosseguiam as obras de implantação da capital, foi concebido e construído o sistema Torto. Posteriormente, o sistema foi ampliado para Santa Maria e Torto, projetado para abastecer todo o Plano Piloto e os órgãos da Administração Federal.
Em 8 de abril de 1969, pelo Decreto-Lei nº 524, foi criada a Companhia de Água e Esgotos de Brasília - Caesb.
Por meio da Lei nº 2.416, de 6 de julho de 1999, a Caesb passou a ser denominada Companhia de Saneamento do Distrito Federal e teve ampliado o seu mercado no que diz respeito à diversificação de produtos, podendo atuar em todo o território nacional. Além disso, foi criada a possibilidade de realizar a abertura de seu capital social.
Em 18 de janeiro de 2005, a Lei nº 3.559 alterou a Lei nº 2.416, mudando a denominação da empresa para Companhia de Saneamento Ambiental do Distrito Federal, ampliando a área de atuação da empresa para outros países, bem como incluindo, em suas competências, a possibilidade de prestar serviços na área de resíduos sólidos.

## Empresa e atualidade

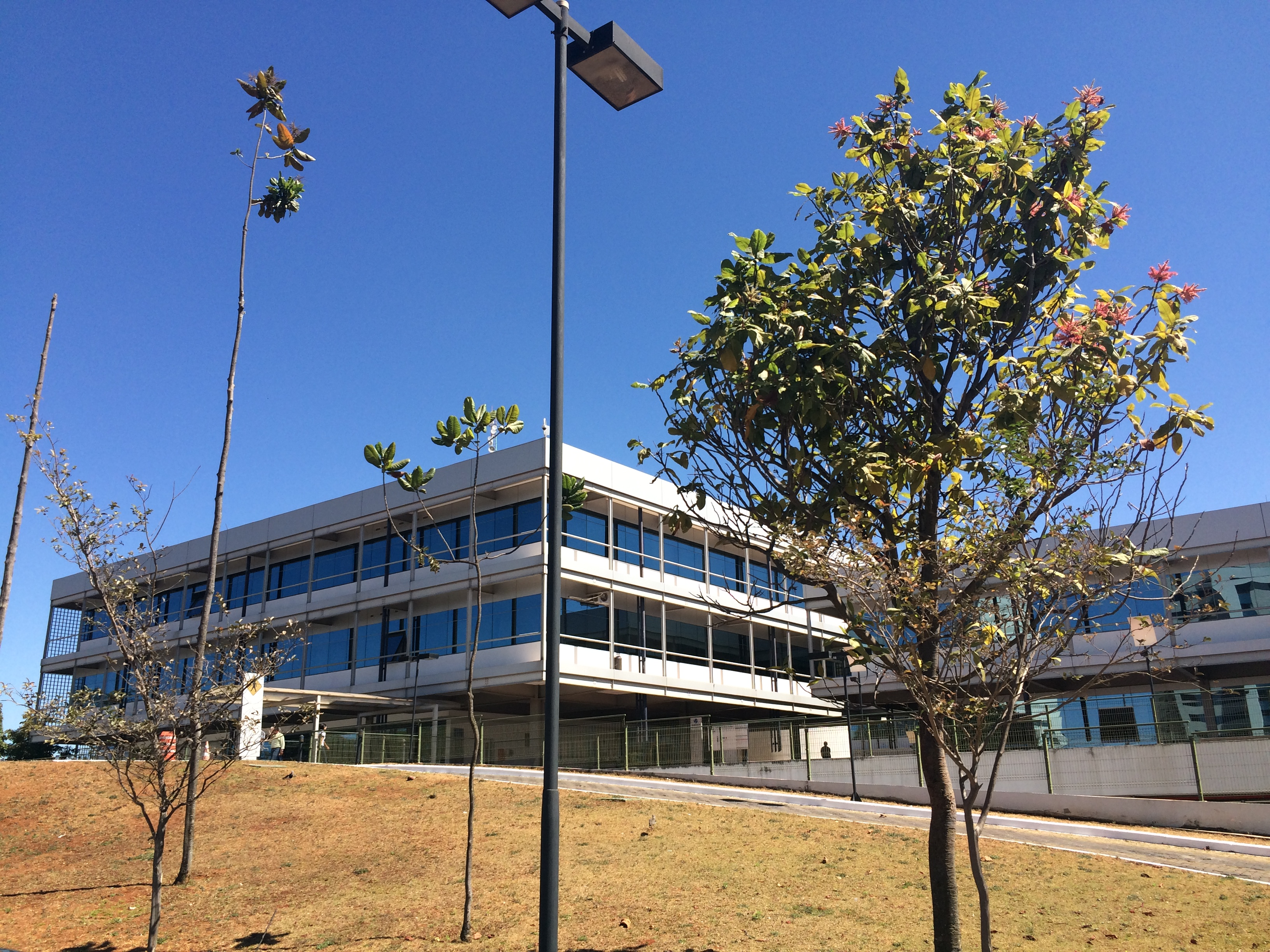
Centro Administrativo Águas Emendadas localizado em Águas Claras

A Caesb é composta pela Sede, que se situa em Águas Claras, 17 sistemas de tratamento de esgoto e por 392 unidades destinadas à produção de água espalhadas por todo o Distrito Federal.
Em 2020, a empresa dispunha de 2.212 funcionários ativos e obteve um faturamento de R$ 1.902.615.990 (um bilhão, novecentos e dois milhões, seiscentos e quinze mil, novecentos e noventa reais), atendendo à população do Distrito Federal de 3.071.905 pessoas, sendo 3.041.186 com serviços de abastecimento de água e 2.792.362 milhões de pessoas com serviços de esgotamento sanitário, o que corresponde, respectivamente, a 99% e 90,9% da população regularmente instalada do Distrito Federal.
A empresa possui cinco sistemas produtores de água: Descoberto, Torto-Santa Maria, Sobradinho-Planaltina, Brazlândia e São Sebastião, em que a capacidade de produção máxima pode chegar a 20,9 milhões de metros cúbicos de água, média/mês, e cujas adutoras (malhas de distribuição de água) totalizam 9,4 mil km em 2021.
Em relação à coleta e ao tratamento de esgoto sanitário, a Caesb opera atualmente 7,4 mil km de redes e 15 Estações de Tratamento de Esgotos (ETEs), onde as principais são ETE Sul e ETE Norte, Lago Sul e Lago Norte, respectivamente.
A Caesb tem suas atividades fiscalizadas e reguladas pela ADASA (Agência Reguladora de Águas, Energia e Saneamento Básico do Distrito Federal), que possui a responsabilidade de definir regras e condições para os serviços de abastecimento de água e esgotamento sanitário ofertados, inclusive tarifas, bem como fiscalizar sua qualidade e o desempenho do prestador dos serviços.
A empresa possui vários projetos cujos recursos provêm do Fundo de Responsabilidade Social, formado por parte da arrecadação referente às multas aplicadas por infrações decorrentes do uso indevido dos sistemas de abastecimento de água e esgotamento sanitário.

## Descoberto Coberto

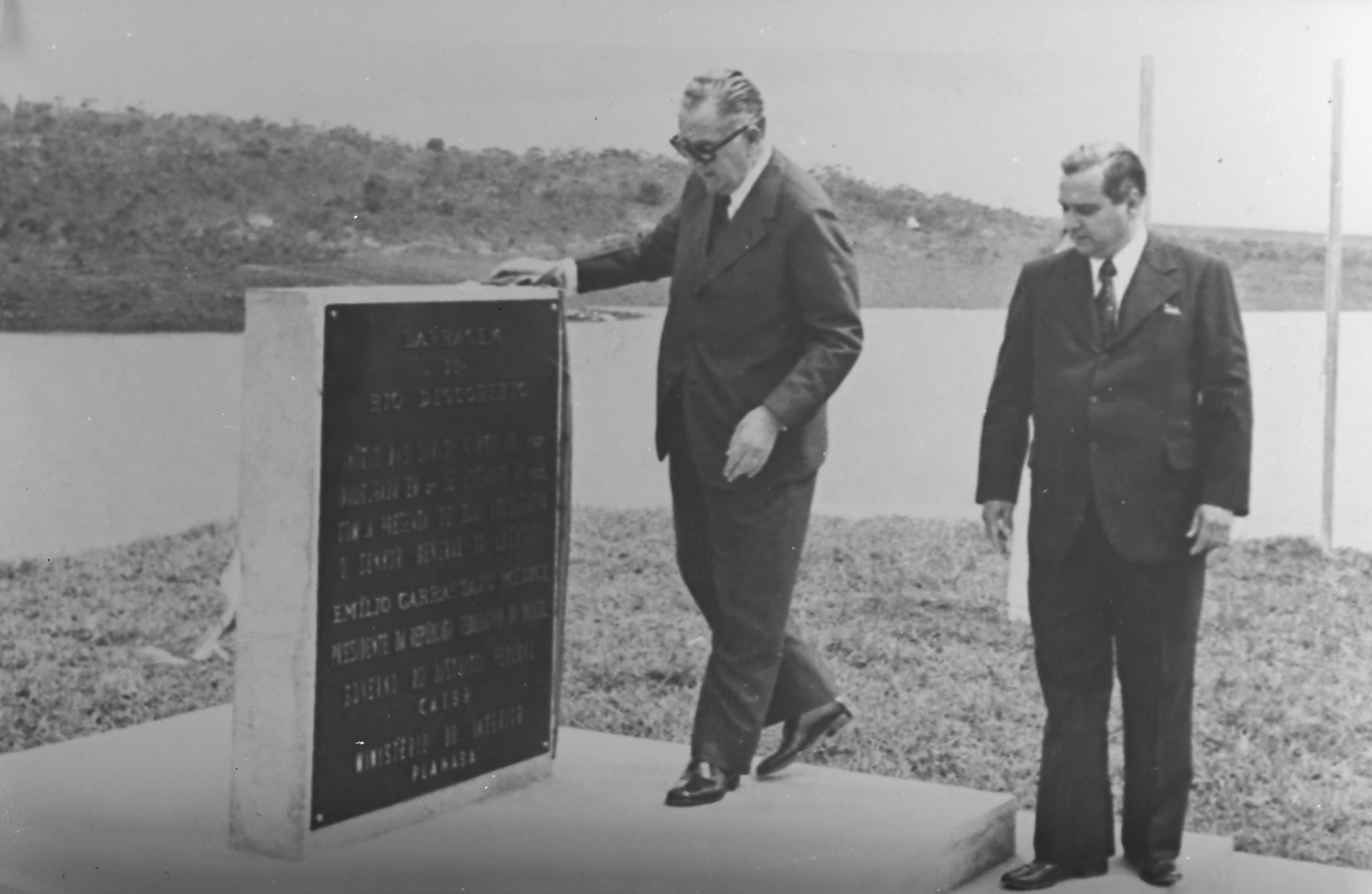
Presidente Emílio Garrastazu Médici (1969-1974) inaugura a Barragem do Rio Descoberto, Brasília, DF

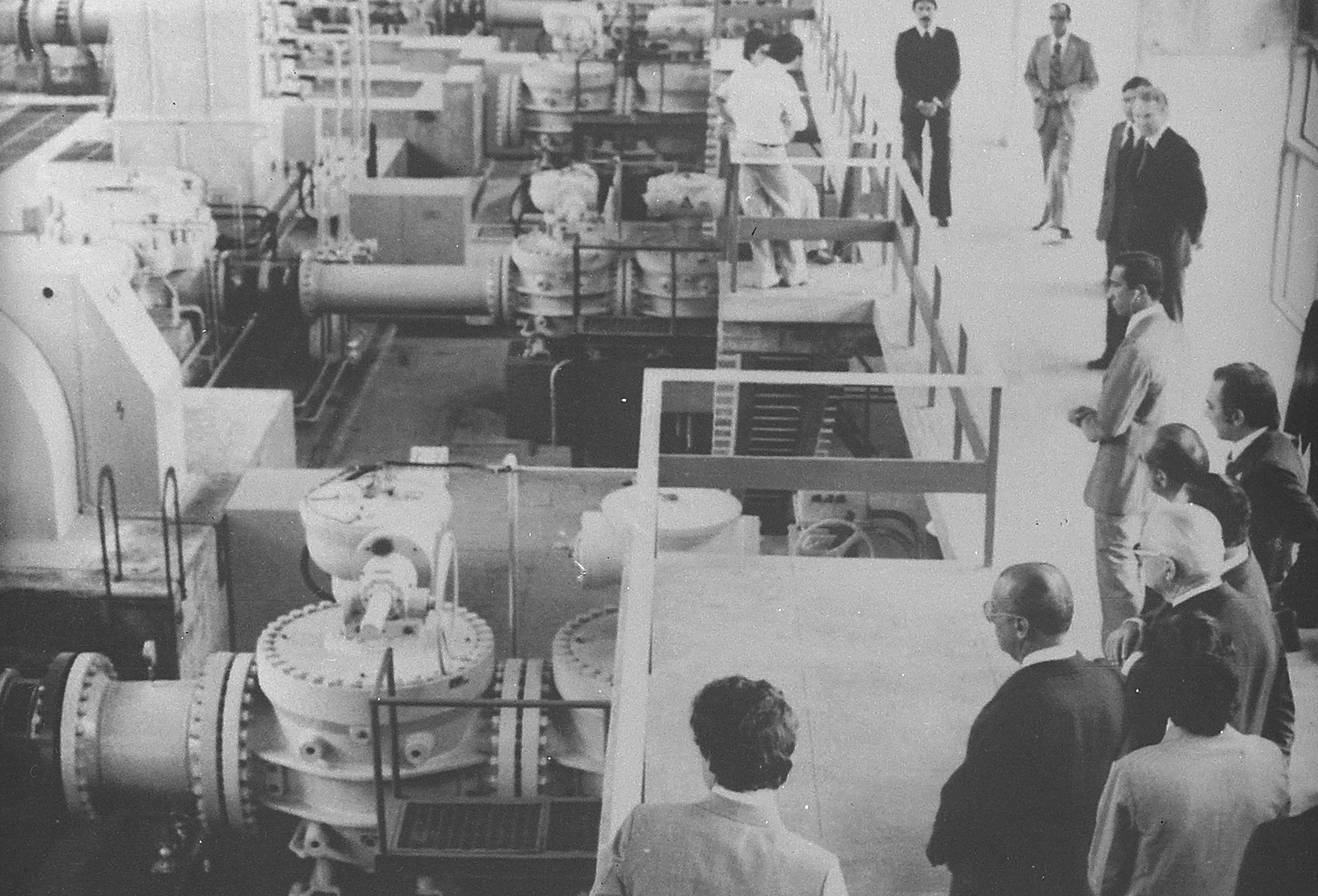
Presidente Ernesto Beckmann Geisel (1974-1979) inaugura Sistema Rio Descoberto, Brasília

Em 1974, foi inaugurada a Barragem do Rio Descoberto, que deu origem a um lago de 17 quilômetros quadrados de extensão, localizada na BR-070, rodovia que liga o Plano Piloto à cidade de Águas Lindas de Goiás. Mecanismos de controle de degradação ambiental foram necessários, de modo que foi criada, em 1983, a Área de Proteção Ambiental (APA) da Bacia do Descoberto por meio de decreto do Governo Federal. Mesmo com a aplicação dos instrumentos legais visando a proteção da barragem, a degradação da bacia continuava aumentando. Um grande problema é o crescimento desenfreado e desordenado da cidade de Águas Lindas. Uma Instrução Normativa estabeleceu a implementação de uma "faixa verde" de 125 metros em volta da lagoa como forma de proteção das suas águas. Em 2010, órgãos do governo e a população se uniram e iniciaram o projeto "Descoberto Coberto".

## Concorrência e ambiente competitivo
A empresa possui monopólio de fornecimento de água tratada e coleta de esgoto sanitário no Distrito Federal, portanto não possui concorrência direta no Distrito Federal. No entanto, já tem iniciado o processo de expansão das redes de distribuição nos municípios do Entorno e participado de processo licitatório para fornecimento de acervo técnico para fornecimento de água no México. Apesar do monopólio no setor, a empresa tem como concorrência os sistemas alternativos de abastecimento existentes ainda em áreas de ocupação irregular, como por exemplo os condomínios horizontais. Desde 2002, com a implantação do “Programa Água Nossa”, seguindo uma diretriz do Governo do Distrito Federal, a Caesb atua na incorporação desses sistemas alternativos. Outro mercado significativo no Distrito Federal é o de água envasada, explorado por indústrias privadas. Esse mercado chega a cerca de 12% do volume de água consumido. De certa forma ele se torna um concorrente da empresa, uma vez que absorve parte do mercado que poderia ser coberto pelo produto da empresa.

## Práticas de gestão

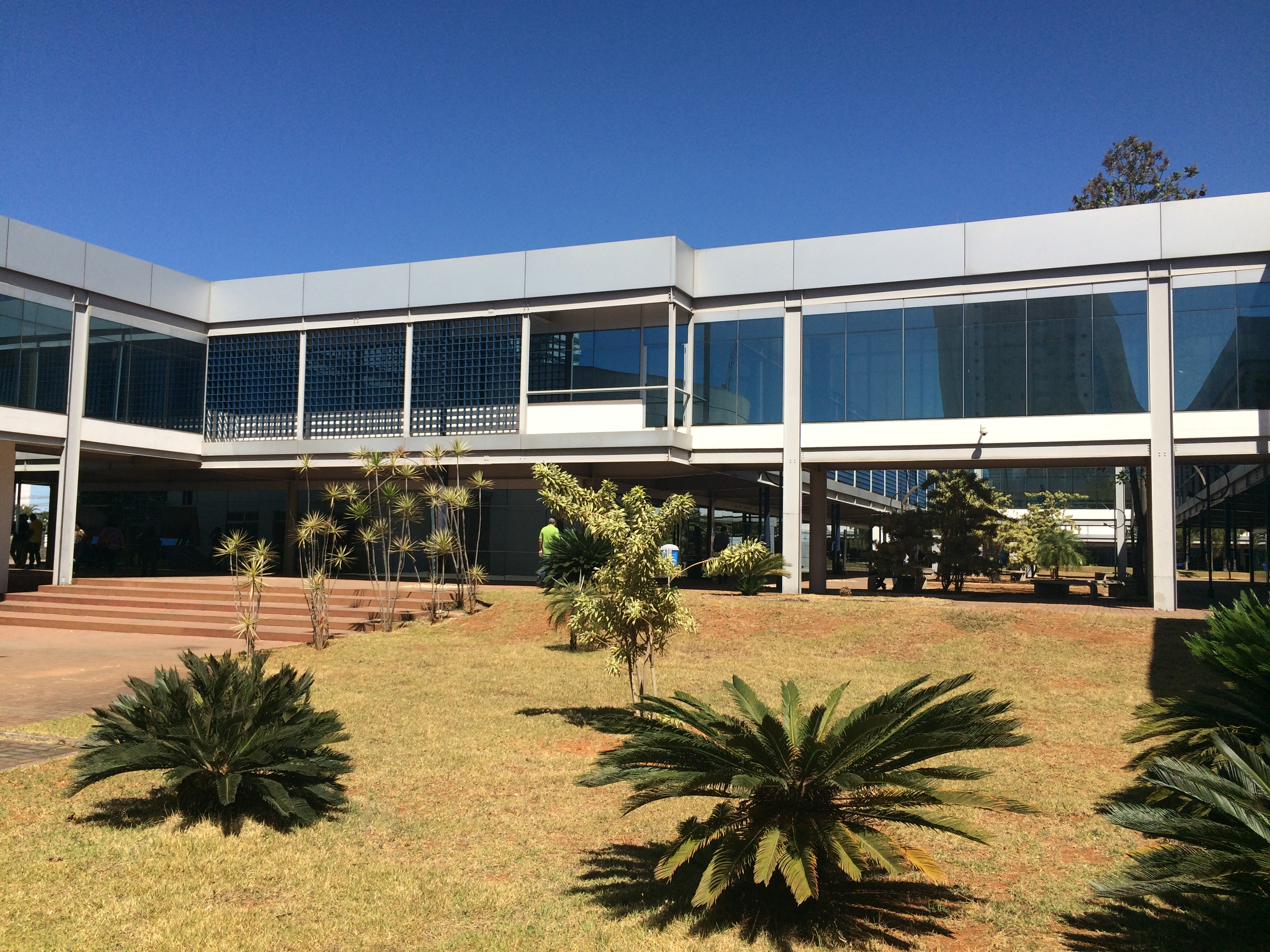
Pátio do Centro de Gestão Águas Emendadas

### Sociedade
Todas as unidades operacionais da empresa (elevatórias, estações de tratamento e reservatórios) estão licenciadas ou em processo de licenciamento, de acordo com o atual arcabouço legal nos níveis federal e distrital, especialmente a Resolução CONAMA nº 237/1997 e a Política Ambiental do Distrito Federal – Lei nº 41/1989. O cumprimento das condicionantes e exigências contidas nas licenças ambientais é acompanhado pela Superintendência de Meio Ambiente e Recursos Hídricos. Toda exploração de mananciais superficiais e poços subterrâneos, bem como os lançamentos de esgotos tratados estão outorgados ou em processo de outorga, de acordo com a Lei nº 9.433/1997 e Resolução ADASA nº 350/2006.

### Liderança
Os valores e princípios organizacionais foram definidos durante o primeiro planejamento estratégico da empresa, em 2001, com a participação de todo o corpo gerencial. Esses postulados são revistos a cada nova mudança de governo, durante a revisão do Planejamento estratégico, pelo Comitê de Planejamento Estratégico. Esse Comitê é formado por todos os assessores e superintendentes da empresa, que junto com a Diretoria Colegiada definem os novos rumos que a empresa deve adotar.
De acordo com a última revisão em 2020, as diretrizes organizacionais são:
- Negócio: Gestão e soluções inovadoras e sustentáveis em saneamento ambiental.
- Princípios: Ética, Excelência, Transparência, Satisfação do Cliente, Sustentabilidade e Visão Sistêmica.
- Missão: Desenvolver e implementar soluções e gestão em saneamento ambiental, contribuindo para a saúde pública, a preservação do meio ambiente e o desenvolvimento socioeconômico.
- Visão: Ser a melhor empresa em saneamento ambiental no Brasil e ser reconhecida dessa forma pela sociedade.

### Processos
Os processos principais da empresa consistem na Produção e Distribuição de água; Coleta e Transporte de Esgotos, Tratamento de Esgotos e a Comercialização dos serviços e Relacionamento com o Cliente. Já os processos de apoio foram delineados para manter as atividades dos processos principais, transcritos pelos processos administrativos (transporte, logística e outros), planejamento e captação de recursos, financeiro/contábil, gestão de pessoas, jurídico, meio ambiente e expansão.

## Projetos

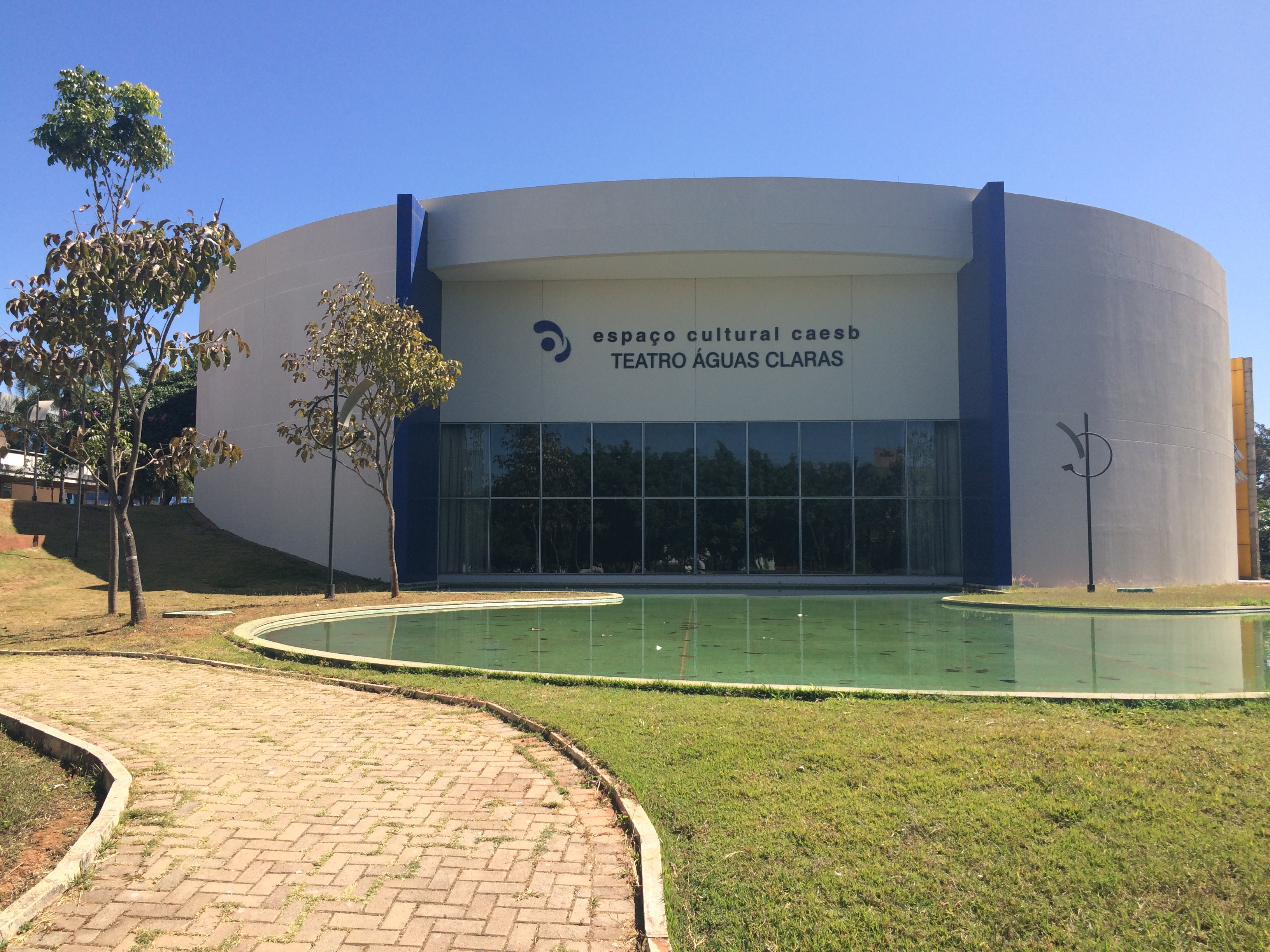
Espaço Cultural Águas Claras

Os projetos são divididos em três esferas: social, cultural e ambiental.

### Projetos sociais
Dentro da esfera social se destacam o Projeto Golfinho e o Escalada. O primeiro, criado em 2001, presta o serviço de aulas de natação para crianças e adolescentes na faixa etária de 6 a 16 anos, que estão matriculadas e frequentes nas escolas da Secretaria de Estado de Educação do Distrito Federal, residentes nas regiões administrativas onde a Caesb está inserida.
Já o Projeto Escalada, que foi criado em 2002 e já se encerrou, tinha como objetivo elevar o nível educacional dos empregados terceirizados da empresa.

### Projetos culturais
Na esfera cultural, a empresa mantém o Espaço Cultural Teatro Águas Claras, onde podem ser exibidos espetáculos para alunos da rede de ensino pública e particular, além da população em geral.

### Projetos ambientais
Na esfera ambiental, destacam-se o barco removedor de aguapés - mais conhecido como Barco Papaguapé - do Lago Paranoá, que opera desde 2012, e os projetos de recuperação de mananciais.

## Premiação e reconhecimento

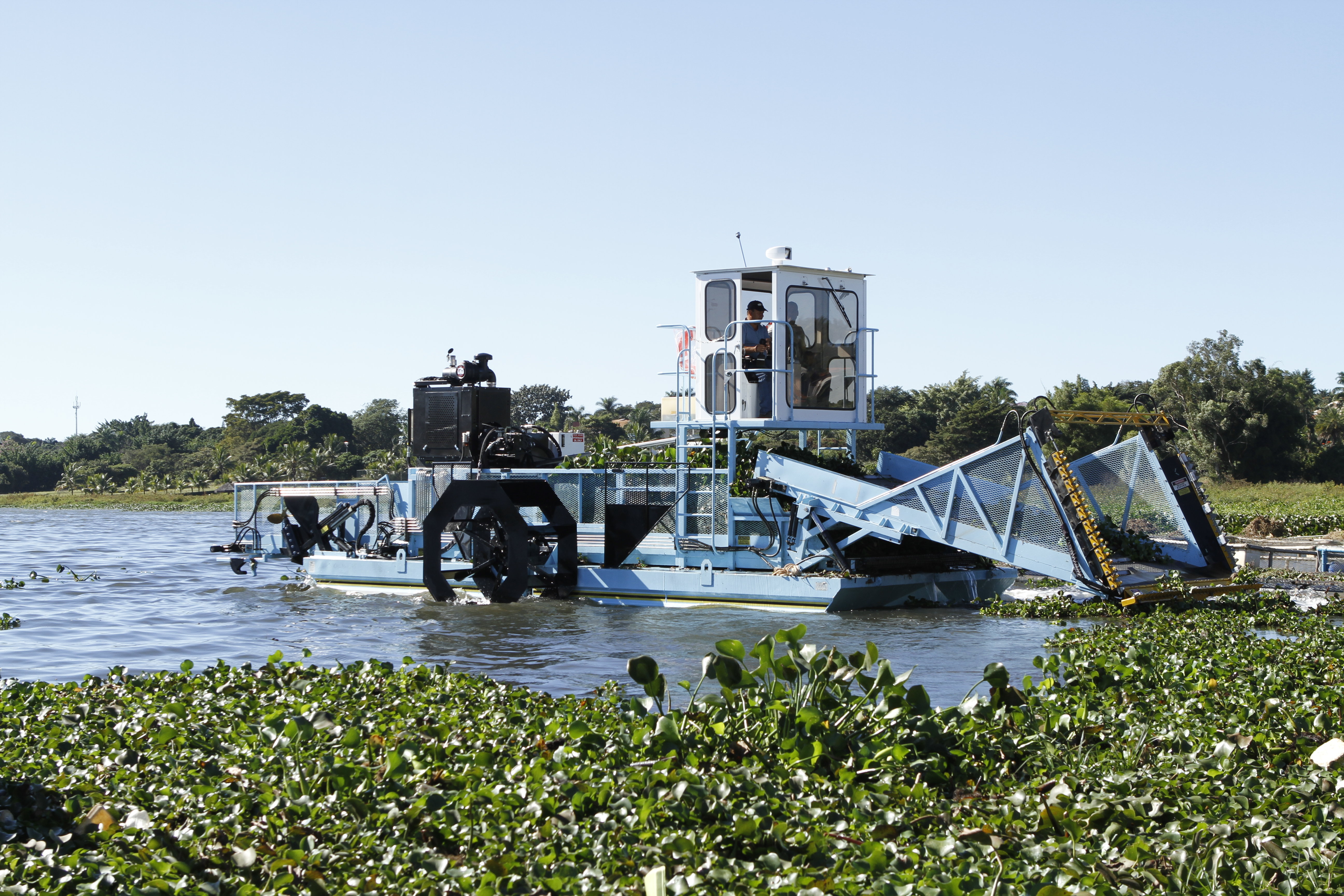
Máquina da Caesb especializada em retirar aguapés. Pela despoluição do Lago Paranoá, a empresa ganhou o prêmio BID/FEMSA 2009

A empresa ganhou vários prêmios nacionais e internacionais, dentre eles podemos citar:
- Ranking ABES de Saneamento: Em 2021, por exemplo, mesmo com todas as dificuldades enfrentadas pela pandemia, Brasília manteve o 2º lugar entre as capitais brasileiras no ranking ABES da universalização do saneamento, que avalia cinco indicadores: abastecimento de água, coleta e tratamento de esgoto – serviços prestados pela Caesb. A capital federal teve os melhores indicadores entre 1.857 cidades avaliadas em todo o Brasil.[24]
- Prêmio As 100+ Inovadoras no Uso de TI: A Companhia de Saneamento Ambiental do Distrito Federal (Caesb) foi destaque na 20ª edição do prêmio As 100+ Inovadoras no Uso de TI 2020 e conquistou a 66ª colocação entre 241 empresas de todo o país. O prêmio é realizado pela IT Mídia em parceria com a PwC e reconhece os projetos mais inovadores do país.[25]
- 500 maiores empresas do país: Também em 2020, a Caesb subiu 24 posições no ranking das 500 maiores empresas do país, na nona edição do relatório publicado no Anuário Época Negócios, uma publicação da Editora Globo, em parceria com a Fundação Dom Cabral. A Empresa passou da 384ª para a 360ª posição, onde o critério de classificação é a receita líquida. Em 2019, a receita líquida da Companhia foi de R$ 1.880,5 bilhão, um crescimento de 18% em relação ao ano de 2018.[26]
- Índice de Transparência Ativa (ITA): A Companhia também alcançou, pela quinta vez, 100% do Índice de Transparência Ativa (ITA). A Caesb conquistou, em 2020, o prêmio realizado pela Controladoria-Geral do DF, onde 77 órgãos do DF atingiram um índice de 100%[27].
- 21º Concurso Inovação no Setor Público: A Empresa esteve ainda entre os 10 finalistas no 21º Concurso Inovação no Setor Público, em 2017, com o Projeto Atlas. O concurso é promovido anualmente, desde 1996, pela Escola Nacional de Administração Pública (Enap), em parceria com o Ministério do Planejamento, Desenvolvimento e Gestão, e reconhece projetos que contribuam para o aumento da qualidade dos serviços prestados à população e tornem mais eficientes as respostas do Estado diante das demandas da sociedade.
- Prêmio MundoGEO#Connect 2016: A Caesb ficou em 1º lugar no Prêmio MundoGEO#Connect 2016, que premiou os melhores projetos do país, vencendo na categoria “Utilities - Energia, Saneamento, Comunicação”, com o ousado e inovador “Projeto Atlas: Inteligência Geográfica que transforma dados em conhecimento”.[28]
- Revista Exame - Maiores e Melhores 2010: Classificada pela Revista Exame em 456º lugar entre as 500 melhores e maiores em vendas, em 38º lugar entre as 50 maiores estatais por venda e em 23º lugar entre as 100 maiores da região centro-oeste em vendas.
- Prêmio Água e Saneamento BID/FEMSA 2009: A Caesb conquistou o prêmio “Del Água, América Latina Y El Caribe”, na categoria gestão em saneamento, pelo projeto de despoluição do Lago Paranoá.[29]
- Troféu Quíron Prata do PNQS com a área de Produção de Água 2009: O Prêmio Nacional de Qualidade em Saneamento -  PNQS estimula a busca e a aplicação de boas práticas de gestão pelas organizações envolvidas com o setor de saneamento ambiental no país.[30]